# Verdensby
En verdensby er en almindelig betegnelse for en by, der spiller en afgørende rolle i verden, hvad angår kultur og økonomi.
Generelt anses New York, London, Tokyo og Paris for at være de fire dominerede verdensbyer. Dertil kommer "sekundære" verdensbyer som Hongkong, Singapore, Milano, Berlin, Toronto, Chicago, Los Angeles med flere. De til stadighed voksende byer, både økonomisk og befolkningsmæssigt, gør at det kan være nødvendigt at udvide begrebet, så nogle af de nuværende sekundære byer kommer op i samme klasse som de fire dominerede, og at nye byer kommer ind under begrebet verdensby.
Kendetegnende for en verdensby er dens dominerede rolle inden for forskellige dele af samfundet: i byen er der statslige myndigheder, store internationale virksomheder, børser, storbanker og internationale organisationer.

## GaWC Inventory of World Cities (1999)
I 1999 offentliggjorde Globalization and World Cities Study Group & Network (GaWC) på Loughborough University i Storbritannien en liste over verdensbyer i økonomisk forstand, på baggrund af deres betydning inden for advanced producer services: revision, reklame, bank og advokatvæsen.  For hvert af de fire tjensteydelsesområder, blev der fastslået centre og tildelt point. Førende centre fik tre point, større centre to point, mindre centre et point. Pointene blev lagt sammen for hver by, hvilket gav følgende liste:

### Alfa-verdensbyer
- 12 point: London, New York, Paris, Tokyo
- 10 point: Chicago, Frankfurt am Main, Hongkong, Los Angeles, Milano, Singapore

### Beta-verdensbyer
- 9 point: San Francisco, Sydney, Toronto, Zürich
- 8 point: Bruxelles, Madrid, Mexico City, São Paulo
- 7 point: Moskva, Seoul

### Gamma-verdensbyer
- 6 point: Amsterdam, Boston, Caracas, Dallas, Düsseldorf; Geneve, Houston, Jakarta, Johannesburg, Melbourne, Osaka, Prag, Santiago de Chile, Taipei, Washington, D.C., Minsk
- 5 point: Bangkok, Beijing, Montréal, Rom, Stockholm, Warszawa, Zagreb
- 4 point: Atlanta, Barcelona, Berlin, Buenos Aires, Budapest, København, Hamborg, Istanbul, Kuala Lumpur, Manilla, Miami, Minneapolis, München, Shanghai

## Reference
1. ↑  GaWC Research Bulletin 5 Arkiveret 7. september 2011 hos  Wayback Machine, GaWC, Loughborough University, 28. juli 1999

## Ekstern henvisning
- Globalization and World Cities Study Group & Network (GaWC)